# Bölcsességkirályok

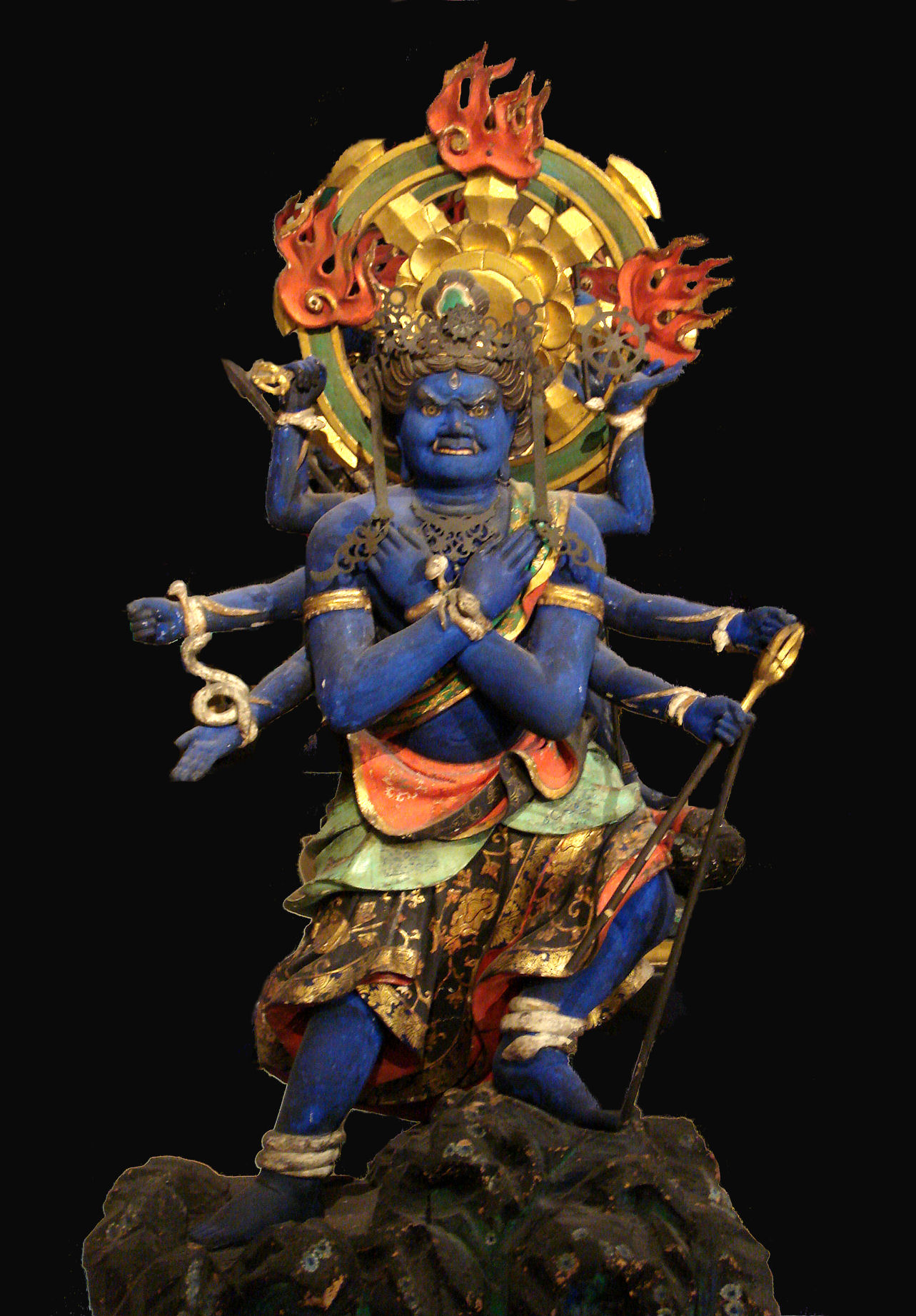
Kundali bölcsességkirály

A bölcsességkirályok (Szanszkrit विद्याराज vidyarāja (a tudás királya), kínaiul 明王 míngwáng (világos/fényes király), japánul 明王 mjóó) a vadzsrajána buddhizmusban harmadik szintű istenségek a buddhák és bodhiszattvák után. A tibeti buddhizmusban a bölcsességkirályok heruka néven ismertek.
A bölcsességkirályok női megfelelőit bölcsességkirálynőkként (kínaiul 明妃 míngfēi, japánul 明妃 mjóhi) említik, ugyan gyakorta nem tesznek különbséget a nemek közt.

## Doktrína
Általánosságban véve a bölcsességkirályokat a buddhizmus őreinek illetve a buddhák vad megtestesüléseinek tekintik. Az Öt bölcsességkirály alapvetően az Öt bölcsességbuddha védelmezője.
A Három kerék ezoterikus doktrínái szerint: míg a buddhák tiszta fogalmakat képviselnek és a bodhiszattvák az együttérzésen keresztül tanítanak, addig a bölcsességkirályok az ítélet kerekének megtestesítői akik a hitetleneket a félelem eszközével kényszerítik hitre.

## Ikonográfia
A bölcsességkirályokat általában haragos istenségeknek ábrázolják, gyakran kék színű bőrrel és számos karral, néha több arccal és akár több lábbal is. Fegyverekkel a kezeikben és lángokkal körbefonva jelennek meg; időnként koponyákkal, kígyókkal vagy állatbőrrel is díszítik testük.
Figyelemre méltó kivétel Mahámájúrí (kínaiul 孔雀明妃 Kǒngquè míngfēi vagy 孔雀佛母 Kǒngquè fómǔ, japánul 孔雀明王 Kudzsaku mjóó), a "Páva Bölcsességkirálynő", akit többnyire békésnek ábrázolnak. Személye könnyen felismerhető, mivel általában egy pávát szokott megülni.

## A bölcsességkirályok listája

### Az Öt bölcsességkirály

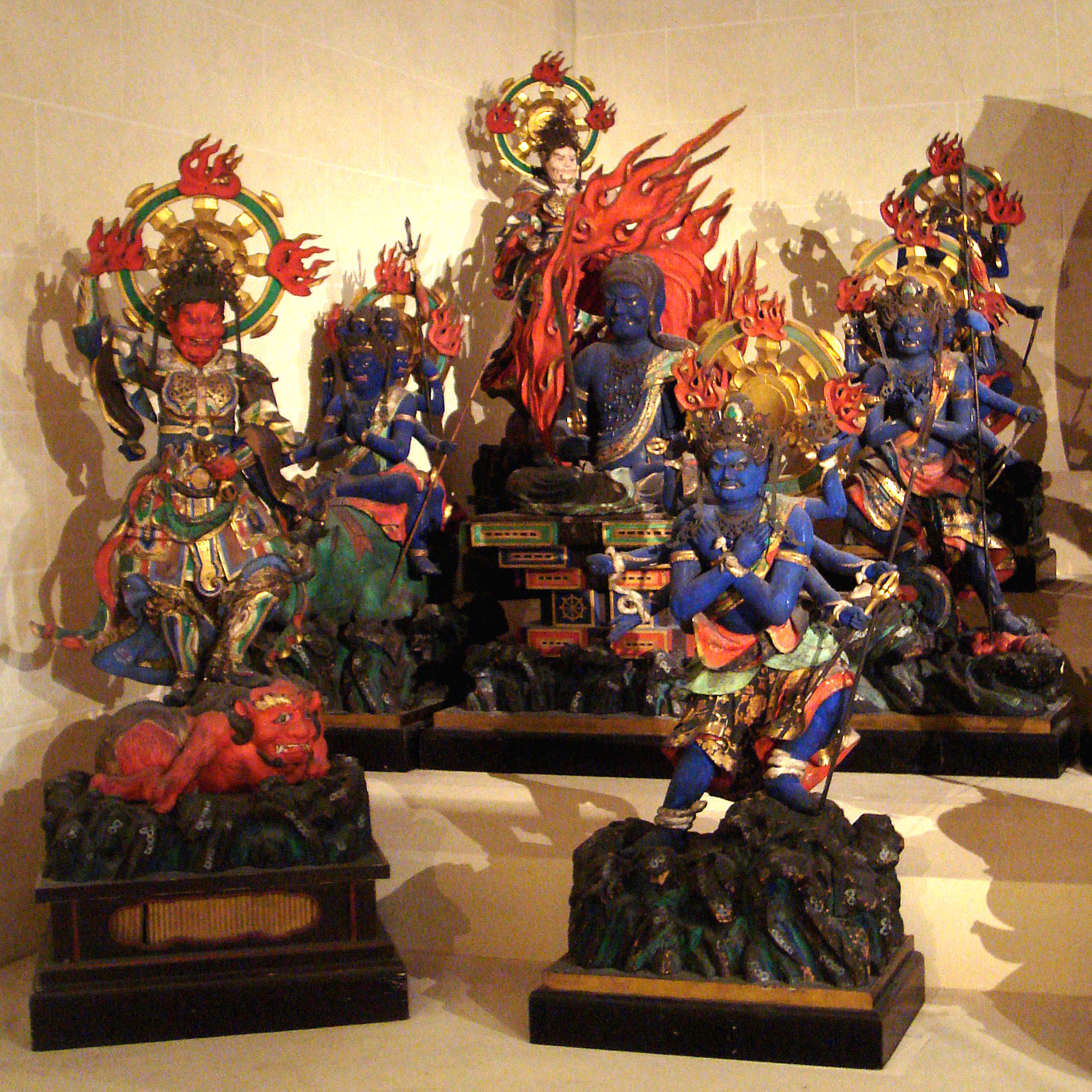
Az Öt bölcsességkirály. Elöl balra található Zódzsóten égi király, hátul balra pedig Kómokuten egy másik égi király; mindketten védő istenségek

A Vadzsrajána buddhizmus singon irányzatában, az Öt bölcsességkirály (五大明王; Godai mjóó, Wǔ dà míngwáng) Öt őrző királyként is ismert, s a bölcsességkirályok egyik csoportját alkotják. Ők jelképezik Buddha ragyogó bölcsességét, s védelmezői az Öt bölcsességbuddhának.
Az Öt bölcsességkirály:
- - Acsala (不動明王, Fudó mjóó, Bùdòng Míngwáng)
  - Trilokavidzsaja (降三世明王, Gózanze mjóó, Jiàngsānshì Míngwáng)
  - Kundali (軍荼利明王, Gundari mjóó, Jūntúlì Míngwáng)
  - Jamántaka (大威德明王, Daiitoku mjóó, Dàwēidé Míngwáng)
  - Vadzsrajaksa (金剛夜叉明王, Kongójasa mjóó, Jīngāng Yèchā Míngwáng)

Az Öt bölcsességkirály a Méh birodalomban található, ahol égtájak szerint helyezkednek el:
|                    | Vadzsrajaksa (észak)               |                         |
| Jamántaka (nyugat) | Acsala (elöljáró istenség / közép) | Trilokavidzsaja (kelet) |
|                    | Kundali (dél)                      |                         |

### Más királyok
- Rágarádzsa (Aizen)
- Mahámájúrí (Kudzsaku)
- Hajagriva (A haragos lófejű megnyilvánulása Avalokitesvarának)
- Uccsuszma (Uszuszama)

## Kapcsolódó szócikkek

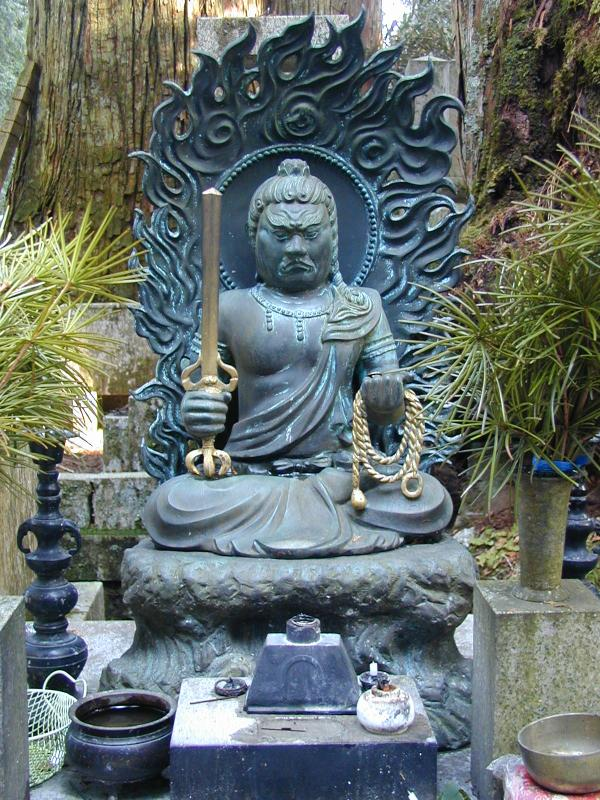
Acsala
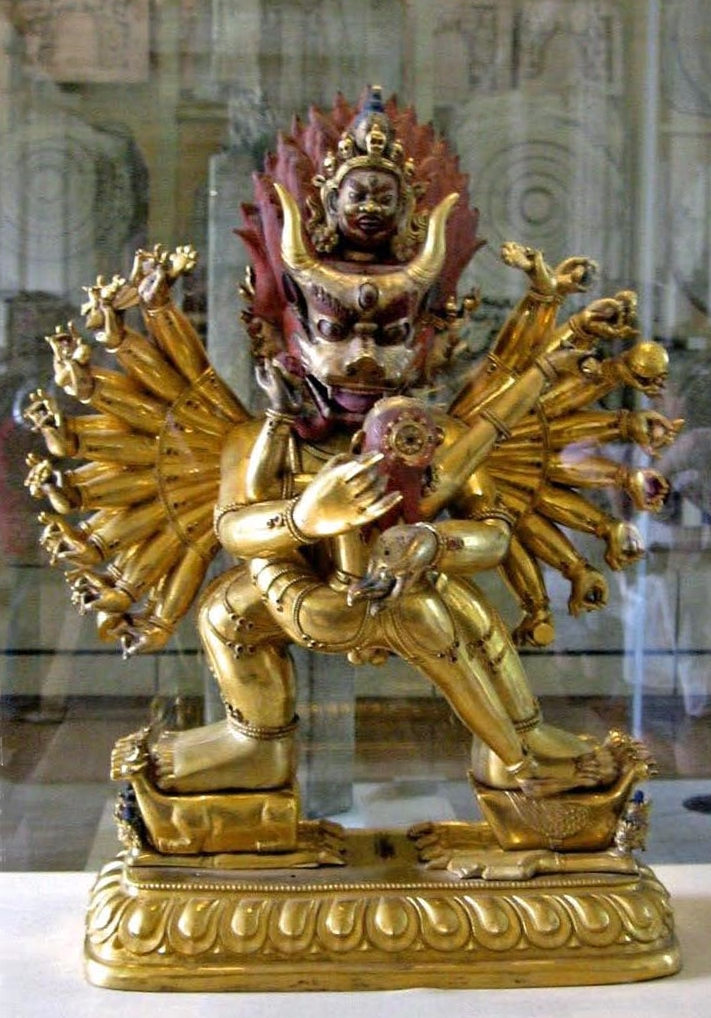
Jamántaka
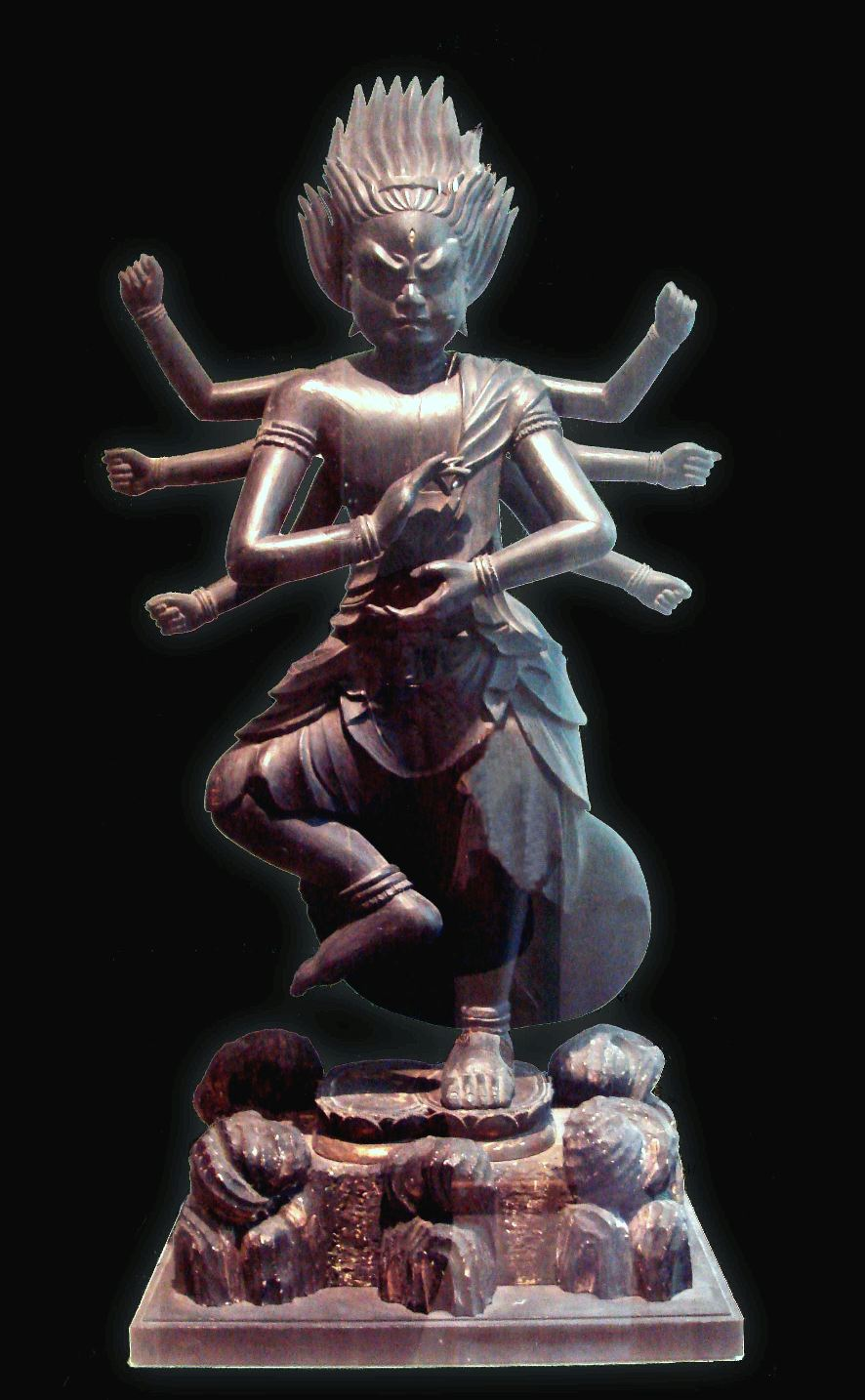
Uccsuszma
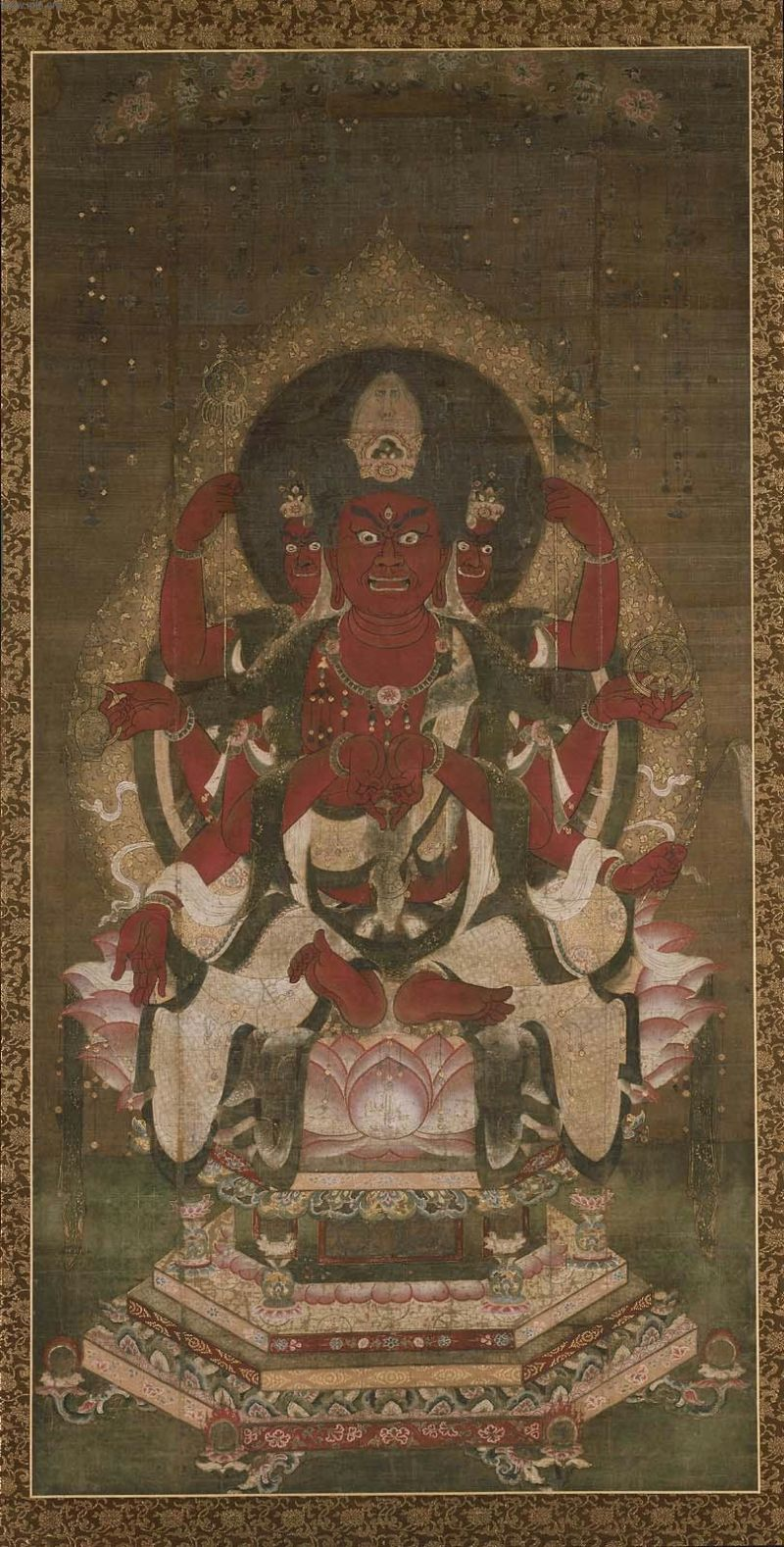
Hajagriva